# Llorenç Ugas Dubreuil
Llorenç Ugas Dubreuil (Sabadell, 1976) és un fotògraf i artista català.
Es va formar com a fotògraf a l'Escola Illa, a la Facultat de Belles Arts de la Universitat de Barcelona i a l'Institut d’Estudis Fotogràfics de Catalunya, on s'especialitza en fotografia d’autor, entorn, imatge i creació, tècniques de positivat antic i conservació de col·leccions fotogràfiques. El cos central dels seus projectes s'articula al voltant de l'estudi de la ciutat i el paisatge. El 2021 el Museu d'Art de Sabadell va presentar la seva exposició «Tot el que no mires desapareix». El mateix any, va publicar el llibre 83.908 passes.